# Seznam ameriških astrofizikov
Seznam ameriških astrofizikov.

## A
- Charles Greeley Abbot (1872 – 1973)
- Charles Roger Alcock (1951 –)

## B
- Walter Baade (1893 – 1960)
- John Norris Bahcall (1934 – 2005)
- Neta Assaf Bahcall (1942 –)
- Alan Boss (1951 –)
- Ira Sprague Bowen (1898 – 1973)

## C
- Alastair Graham Walter Cameron (1925 – 2005)
- Subrahmanyan Chandrasekhar (1910 – 1995)

## D
- Marc Davis (1947 –)
- Robert Henry Dicke (1916 – 1997)
- Bruce Thomas Draine (1947 –)
- Robert C. Duncan (1955 –)
- Freeman John Dyson (1923 – 2020)

## F
- George B. Field (1929 –)
- William Alfred Fowler (1911 – 1995)  1983

## G
- Andrew Joseph Galambos (1924 – 1997) (madž.-ameriški astrofizik in socialni filozof)
- Henry Gordon Gale (1874 – 1942)
- George Gamow (1904 – 1968)
- Margaret Joan Geller (1947 –)
- Riccardo Giacconi (1931 – 2018)  2002
- Thomas Gold (1920 – 2004)
- Peter Goldreich (1939 –)
- John Richard Gott III. (1947 –)
- Alan Guth (1947 –)

## H
- James Burkett Hartle (1939 – 2023)
- Carl Eugene Heiles (1939 –)
- Edwin Powell Hubble (1889 – 1953)
- Josef Allen Hynek (1910 – 1986)

## I
- Željko Ivezić (1965 –) (bosansko-ameriški)

## K
- James Edward Keeler (1857 – 1900)

## L
- Jonathan Homer Lane (1819 – 1880)
- Robert Benjamin Leighton (1919 – 1997)
- Walter Lewin (1936 –) (nizozemsko-ameriški)
- Mario Livio (1945 –) (romunsko-izraelsko-ameriški astrofizik, popularizator znanosti)

## M
- John Cromwell Mather (1946 –)  2006
- Rudolph Minkowski (1895 – 1976)
- William Wilson Morgan (1906 – 1994)

## O
- Jeremiah Paul Ostriker (1937 – 2025)

## P
- Eugene Newman Parker (1927 – 2022)
- Philip James Edwin Peebles (1935 –)  2019
- Saul Perlmutter (1959 –)  2011
- James B. Pollack (1938 – 1994)

## R
- Sally Kristen Ride (1951 – 2012)
- Adam Guy Riess (1969 –)  2011
- Vera C. Rubin (1928 – 2016)
- Henry Norris Russell (1877 – 1957)
- Barbara Sue Ryden (1961 –)

## S
- Edwin Ernest Salpeter (1924 – 2008)
- Rudolph E. Schild
- Brian P. Schmidt (1967 –)  2011
- David Norman Schramm (1945 – 1997)
- Irwin Ira Shapiro (1929 –)
- Frank Hsia-San Shu (1943 –)
- George Fitzgerald Smoot III. (1945 –)
- Lyman Strong Spitzer (1914 – 1997)
- John Quincy Stewart (1894 – 1972)
- Marija Strojnik Scholl (1950 –)

## T
- Joseph Hooton Taylor mlajši (1941 –)
- Saul Arno Teukolsky (1947 –)
- Kip Stephen Thorne (1940 –)  2017
- Michael S. Turner (1949 –)

## V
- Gerrit L. Verschuur (1937 –)

## W
- Ken Watanabe?
- David Todd Wilkinson (1935 – 2002)
- Jennifer Wiseman
- Arthur Michael Wolfe (1939 – 2014)

## Y
- Charles Augustus Young (1834 – 1908)

## Z
- Thomas Zurbuchen (1968 –) (švicarsko-ameriški)